# Antheraea flava
Antheraea flava är en fjärilsart som beskrevs av Max Wilhelm Karl Draudt 1930. Antheraea flava ingår i släktet Antheraea och familjen påfågelsspinnare. Inga underarter finns listade i Catalogue of Life.